# Карто, Уиллис
Уиллис Карто (англ. Willis Carto; 17 июля 1926, Форт-Уэйн, штат Индиана — 26 октября 2015, штат Виргиния, США) — американский политический деятель и ревизионист истории. Основатель Института пересмотра истории (IHR), журнала The Barnes Review. Долгое время был одним из лидеров американских ультраправых. Характеризовал себя как поклонник Томаса Джефферсона и народничества, но в первую очередь известен своей поддержкой теории еврейского заговора и ревизионизма Холокоста.

## Биография
Родился в Форт-Уэйне, штат Индиана. Во время Второй мировой войны служил в армии, воевал на Филиппинах и был ранен. Демобилизовался в 1946 году и занялся политикой.
В последние годы жизни вел уединенный образ жизни, редко давал интервью и не позволял фотографировать себя или записывать. Умер 26 октября 2015 года в штате Виргиния.
Уиллису Карто было предъявлено уголовное обвинение в Швейцарии.

## Формирование взглядов
Уиллис Карто почитал труды Фрэнсиса Паркера Йоки. Самая известная книга Йоки «Империум: философия истории и политики», была воспринята Карто как собственная руководящая идея. Позже Карто назовет себя последователем Томаса Джефферсона и народником, а не национал-социалистом, в частности, в книге Карто «Портреты в народничестве» (англ. Profiles in Populism, 1982 р). В этой книге представлены описания нескольких американских политических деятелей, включая Томаса Джефферсона и Эндрю Джексона, а также католического священника Чарльза Кафлина и Генри Форда.

## «Свободное Лобби»
В 1955 году Карто основал организацию «Лобби свободы», которая функционировала под его контролем до 2001 года, когда организация была вынуждена объявить банкротство в результате судебного процесса. «Лобби свободы» наиболее известно своими публикациями в газете The Spotlight между 1975 и 2001.
Карто и несколько сотрудников The Spotlight и писателей с тех пор учредили новую газету под названием Американская Свободная пресса. Издание размещает статьи обозревателей, которые не имеют прямой связи с Карто или его организацией. Как и его предшественник, оно использует популистский тон и делает акцент на теории заговора, националистической экономике и антисионизме. Один из колумнистов газеты Майкл Коллинз Пайпер ведет по будням демонстративно антисионистскую программу на коротковолновом радио.

## Ревизионизм и отрицание Холокоста
Карто также основатель издательской компании Noontide Press, которая издала несколько книг о белом расизме, в том числе «Империум: философия истории и политики» Йоки и «Миф о шести миллионах» Дэвида Хоггана (англ. David Hoggan's - The Myth of the Six Million), одну из первых книг, направленную на отрицание Холокоста. Noontide Press позже стала тесно связана с Институтом пересмотра истории и вышла из-под контроля Карто в то же время, как он основал Институт пересмотра истории.
Институт пересмотра истории был основан Уиллисом Карто в 1979 году с целью продвижения идей и взглядов ревизионизма Холокоста. После потери контроля над Noontide Press Институт пересмотра истории в результате недружественного поглощения бывшими соратниками, Карто начал публиковаться в The Barnes Review, и также сосредоточился на ревизионизме Холокоста.